# برمانة المشايخ
برمانة المشايخ بلدة تقع في منطقة جبلية رائعة وتتبع إداريا منطقة الشيخ بدر التابعة لمحافظة طرطوس.
توجد عند مدخلها غابة جميلة على جانبي الطريق.

خارطة لمحافظة طرطوس